# Salmo 11
El salmo 11 es, según la numeración hebrea, el undécimo salmo del Libro de los salmos de la Biblia. Corresponde al salmo 10 según la numeración de la Biblia Septuaginta griega, empleada también en la Vulgata latina. Por este motivo, recogiendo ambos sistemas de numeración, a este salmo también se le refiere como el salmo 11 (10).
Su autoría se asigna tradicionalmente al Rey David , pero la mayoría de los estudiosos ubican su origen algún tiempo después del final del Cautiverio de Babilonia.
Interpretación católica; Lo mejor siempre es permanecer junto al Señor

## Estructura
La forma de los Salmos difiere del esquema habitual,  para el cual el erudito del Antiguo Testamento Hermann Gunkel finalmente lo asigna como un "Salmo de confianza en forma de conversación". Erhard S. Gerstenberger llama al salmo una "oración disputierendes" dentro del género de Lamentaciones de un individuo.  Hans-Joachim Kraus tiene el Salmo como una canción de oración 
Por lo general, el salmo se organiza de la siguiente manera:
1. Versículo 1a: confiar en Yahveh
2. Versículo 1b-3: rechazar el consejo de amigos bien intencionados
3. Versículo 4-7: Yahveh como juez justo y ayudantes legales de los perseguidos

Una división en versos a veces no se hace.

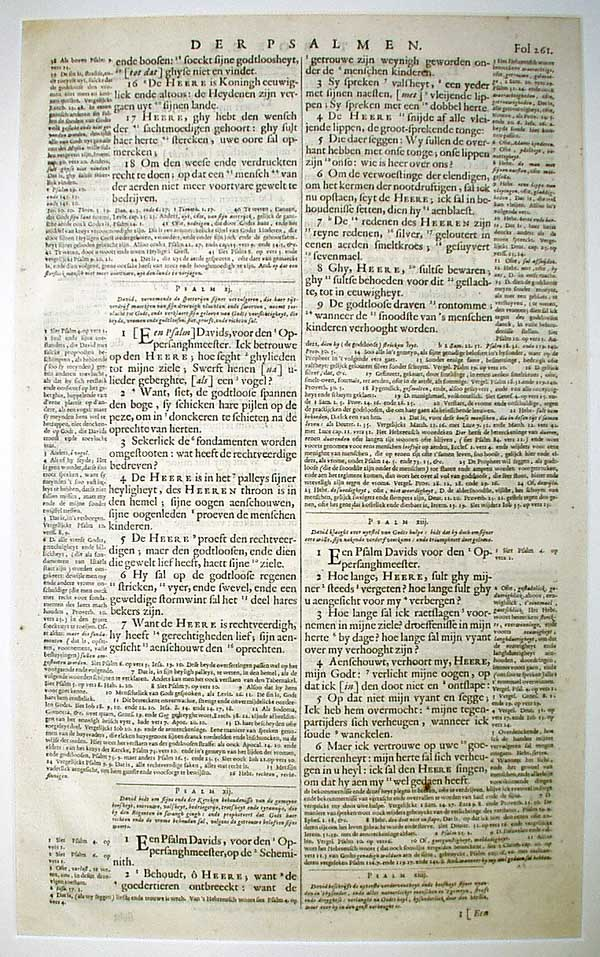
Salmos 11 y 12 en una edición académica de la Biblia del

## Interpretación
El salmo es fuertemente individual. Klaus Seybold llama a esto el testimonio personal de persecución, quienes han optado por el proceso legal Hermann Gunkel acepta llamarlo la respuesta subjetiva de un solo poeta ante una emergencia involuntaria . Oswald Loretz llamó al Salmo un producto de la erudición bíblica postexilica que busca racionalizar los textos de la tradición para interpretar. .
El salmo comienza con una pregunta que se le hace al alma del escritor: "¿Por qué debería huir como un pájaro a las montañas?" Barnes y muchos otros ven la huida como algo negativo y huyendo en lugar de confiar en Dios. El salmo es una resolución para confiar en Dios. Hay una ironía en que David a menudo huyó de Saúl a las montañas, pero a la larga se convirtió en Rey en Jerusalén en I Samuel capítulos 21 al 23.  Además, hay un contraste, los malvados disparan flechas a los justos en Salmo 11, pero en el Salmo 7 Dios preparó su arco y flechas para los impíos.  También hay una tensión: Dios se siente lejano e insensible, pero no lo está y esa tensión también aparecerá en los Salmos posteriores, como el Salmo 22.

## Texto
La siguiente tabla muestra el texto en hebreo del Salmo con vocales, junto con el texto en griego koiné de la Septuaginta y la traducción al inglés de la Versión King James. Téngase en cuenta que el significado puede diferir ligeramente entre estas versiones, ya que la Septuaginta y el Texto masorético proceden de tradiciones textuales diferentes. En la Septuaginta, este salmo se numera como Salmo 10.
| # | Hebreo                                                             | Español | Griego |
| - | ------------------------------------------------------------------ | --- | --- |
| 1 | לַמְנַצֵּ֗חַ לְדָ֫וִ֥ד בַּֽיהֹוָ֨ה ׀ חָסִ֗יתִי אֵ֭יךְ תֹּאמְר֣וּ לְנַפְשִׁ֑י (נודו) [נ֝֗וּדִי] הַרְכֶ֥ם צִפּֽוֹר׃  | (Al músico principal, Salmo de David.) En Jehová he puesto mi confianza: ¿cómo decís a mi alma: Huye como ave a tu monte?                       | Εἰς τὸ τέλος· ψαλμὸς τῷ Δαυΐδ. - ΕΠΙ τῷ Κυρίῳ πέποιθα· πῶς ἐρεῖτε τῇ ψυχῇ μου· μεταναστεύου ἐπὶ τὰ ὄρη ὡς στρουθίον;                                        |
| 2 | כִּ֤י הִנֵּ֪ה הָרְשָׁעִ֡ים יִדְרְכ֬וּן קֶ֗שֶׁת כּוֹנְנ֣וּ חִצָּ֣ם עַל־יֶ֑תֶר לִיר֥וֹת בְּמוֹ־אֹ֝֗פֶל לְיִשְׁרֵי־לֵֽב׃  | Porque, he aquí, los impíos tensan su arco, preparan su flecha en la cuerda, para disparar privadamente a los rectos de corazón.                | ὅτι ἰδοὺ οἱ ἁμαρτωλοὶ ἐνέτειναν τόξον, ἡτοίμασαν βέλη εἰς φαρέτραν τοῦ κατατοξεῦσαι ἐν σκοτομήνῃ τοὺς εὐθεῖς τῇ καρδίᾳ.                                     |
| 3 | כִּ֣י הַ֭שָּׁתוֹת יֵהָרֵס֑וּן צַ֝דִּ֗יק מַה־פָּעָֽל׃                                       | Si se destruyen los cimientos, ¿qué pueden hacer los justos?                                                                                    | ὅτι ἃ σὺ κατηρτίσω, αὐτοὶ καθεῖλον· ὁ δὲ δίκαιος τί ἐποίησε;                                                                                                |
| 4 | יְהֹוָ֤ה ׀ בְּֽהֵ֘יכַ֤ל קׇדְשׁ֗וֹ יְהֹוָה֮ בַּשָּׁמַ֢יִם כִּ֫סְא֥וֹ עֵינָ֥יו יֶחֱז֑וּ עַפְעַפָּ֥יו יִ֝בְחֲנ֗וּ בְּנֵ֣י אָדָֽם׃ | El SEÑOR está en su santo templo, el trono del SEÑOR está en los cielos: sus ojos contemplan, sus párpados prueban, a los hijos de los hombres. | Κύριος ἐν ναῷ ἁγίῳ αὐτοῦ· Κύριος ἐν οὐρανῷ ὁ θρόνος αὐτοῦ. οἱ ὀφθαλμοὶ αὐτοῦ εἰς τὸν πένητα ἀποβλέπουσι, τὰ βλέφαρα αὐτοῦ ἐξετάζει τοὺς υἱοὺς τῶν ἀνθρώπων. |
| 5 | יְהֹוָה֮ צַדִּ֢יק יִ֫בְחָ֥ן וְ֭רָשָׁע וְאֹהֵ֣ב חָמָ֑ס שָֽׂנְאָ֥ה נַפְשֽׁוֹ׃                            | Jehová prueba al justo; pero al impío y al que ama la violencia, su alma los aborrece.                                                          | Κύριος ἐξετάζει τὸν δίκαιον καὶ τὸν ἀσεβῆ, ὁ δὲ ἀγαπῶν τὴν ἀδικίαν μισεῖ τὴν ἑαυτοῦ ψυχήν.                                                                  |
| 6 | יַמְטֵ֥ר עַל־רְשָׁעִ֗ים פַּ֫חִ֥ים אֵ֣שׁ וְ֭גׇפְרִית וְר֥וּחַ זִלְעָפ֗וֹת מְנָ֣ת כּוֹסָֽם׃                 | Sobre los impíos hará llover lazos, fuego y azufre, y una terrible tempestad: ésta será la porción de su copa.                                  | ἐπιβρέξει ἐπὶ ἁμαρτωλοὺς παγίδας, πῦρ καὶ θεῖον καὶ πνεῦμα καταιγίδος ἡ μερὶς τοῦ ποτηρίου αὐτῶν.                                                           |
| 7 | כִּֽי־צַדִּ֣יק יְ֭הֹוָה צְדָק֣וֹת אָהֵ֑ב יָ֝שָׁ֗ר יֶחֱז֥וּ פָנֵֽימוֹ׃                             | Porque Jehová el justo ama la justicia; su rostro contempla a los rectos.                                                                       | ὅτι δίκαιος Κύριος, καὶ δικαιοσύνας ἠγάπησεν, εὐθύτητας εἶδε τὸ πρόσωπον αὐτοῦ.                                                                             |

## Comentarios
A todo el salmo
En el Salmo 7,2 ya se expresa la actitud de buscar refugio en el Señor ante la amenaza de los enemigos. Ahora, en el Salmo 11, surge una pregunta clave: ante la opresión de los impíos contra el justo que confía en Dios (cf. Sal 10,2-11), ¿no sería mejor huir? (v. 1). Paradójicamente, los malvados actúan contra el justo de la misma manera que se esperaba que Dios actuara contra ellos (cf. v. 2; Sal 7,13-14).  
Sin embargo, el salmista reafirma su confianza en la presencia de Dios en el Templo (cf. Sal 5,8) y en su justicia (Sal 7,10). El poema sigue una estructura clara: comienza con la declaración personal de quien se refugia en el Señor, seguida de una pregunta retórica a quienes le sugieren escapar (v. 1). Luego, contrasta los argumentos de ese consejo (vv. 2-3) con su firme decisión de permanecer (vv. 4-6) y concluye con una alabanza a Dios por su justicia (v. 7).  
El acceso a Dios no se limita a su papel de juez, sino también de Padre. Esta comunión definitiva con Él es posible a través de Jesucristo, quien nos permite acercarnos al Padre en un mismo Espíritu (Ef 2,18).
Al versículo 1
El núcleo del salmo radica en la decisión del salmista de refugiarse en el Señor, permaneciendo en el Templo en lugar de huir. Aunque la amenaza de los enemigos y sus calumnias podrían justificar la fuga, él elige confiar en Dios como su verdadera seguridad.
A los versículos 2-7
El salmista encuentra seguridad en la presencia del Señor en el Templo, mientras Dios, desde los cielos (cf. Sal 8,2), observa y juzga a todos los hombres. El castigo para los impíos no se presenta con armas humanas como en Salmo 7, sino como un juicio divino que desciende del cielo, al estilo de la destrucción de Sodoma y Gomorra. Esta es la retribución, la "porción de su copa", reservada para los malvados. 

[Esta] promesa supera toda felicidad. (…) En la Escritura, ver es poseer (…). El que ve a Dios obtiene todos los bienes que se pueden concebir,

## Usos

### Iglesia católica
De acuerdo con la Regla de San Benito (530 dC ) del Salmo 1 al Salmo 20 se reservaron principalmente para el cargo de primer. Este salmo  es usado tradicionalmente en el oficio de Prime el miércoles .
En la liturgia actual, el Salmo 11 se recita o canta solemnemente durante las vísperas del lunes de la primera semana. Para facilitar la comprensión se le asigna a cada salmo un título en rojo (rúbrica) que no forma parte del salmo. El título del Salmo 11 es El Señor, esperanza del justo.